# Cầu diệp bò
Cầu diệp bò hay lan lọng bò, thạch đậu lan bò, phục sinh thạch đậu lan (danh pháp hai phần: Bulbophyllum reptans) là một loài phong lan thuộc chi Bulbophyllum. Loài này phân bố từ Himalaya đến Hải Nam, trong đó có Việt Nam.